# Neustadt in Sachsen
Neustadt in Sachsen (nome ufficiale: Neustadt i. Sa.) è una città di 11 888 abitanti della Sassonia, in Germania.

Appartiene al circondario della Svizzera Sassone-Monti Metalliferi Orientali (targa PIR).

## Geografia antropica

### Suddivisioni amministrative
Neustadt si divide in 10 zone, corrispondenti all'area urbana e a 9 frazioni (Ortsteil):
- Neustadt (area urbana)
- Berthelsdorf
- Hohwald
- Krumhermsdorf
- Langburkersdorf
- Niederottendorf
- Oberottendorf
- Polenz
- Rückersdorf
- Rugiswalde

## Amministrazione

### Gemellaggi
Neustadt è gemellata con:
- Günzburg
- Frittlingen
- Kehlen
- Meckenbeuren
- Titisee-Neustadt
- Weilheim an der Teck

Neustadt è membro del gemellaggio internazionale "Neustadt in Europa", che riunisce 36 città e comuni che portano nel nome la dicitura Neustadt ("città nuova").